# Санта Катерина (Модена)
Санта Катерина је насеље у Италији у округу Модена, региону Емилија-Ромања.
Према процени из 2011. у насељу је живело 247 становника. Насеље се налази на надморској висини од 16 м.